# Макс Пејн (измишљени лик)
Макс Пејн (енг. Max Payne) је измишљени лик из истоименог филма и видео игара: Max Payne, Max Payne 2: The Fall of Max Payne и Max Payne 3. Лик је измислио Сам Лејк.

## О лику
Макс Пејн је својеглави амерички полицајац – митски антихерој, одлучан у тежњи да похвата све оне који су одговорни за брутално убиство његове породице и пословног партнера. Жељног освете, његова опсесивна истрага води га на кошмарно путовање у мрачно подземље. Како се мистерија продубљује, Макс је присиљен да се бори против непријатеља који превазилазе природни свет и да се суочава са незамисливом издајом.

## Тумачи
Лик Макса Пејна су тумачили:
- Сам Лејк — Max Payne
- Тимоти Гибс — Max Payne 2: The Fall of Max Payne
- Марк Волберг — Макс Пејн (филм)